# 蟻垤経
『蟻垤経』（ぎてつきょう、巴: Vammika-sutta, ヴァンミカ・スッタ）とは、パーリ仏典経蔵中部に収録されている第23経。『蟻喩経』（ぎゆきょう）、『蟻塚経』（ぎちょうきょう）とも。
類似の伝統漢訳経典としては、『蟻喩経』（大正蔵95）等がある。
釈迦が、比丘クマーラ・カッサパに対して、彼が神（天）から受けたという啓示の内容を説き明かしていく。

## 日本語訳
- 『南伝大蔵経・経蔵・中部経典1』（第9巻） 大蔵出版
- 『パーリ仏典 中部（マッジマニカーヤ）根本五十経篇I』 片山一良訳 大蔵出版
- 『原始仏典 中部経典1』（第4巻） 中村元監修 春秋社